# قطعه کلنو

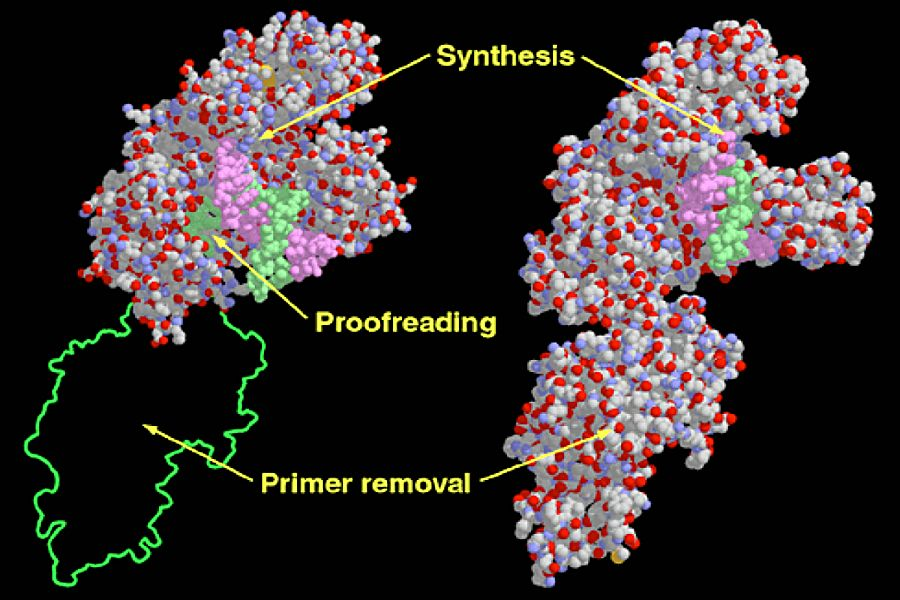
دومین های عملکردی در قطعه کلنو(چپ) و آنزیم دی ان ای-پلی مرازI (راست)

زمانی که آنزیم دی‌ان‌ای-پلی‌مراز I باکتری اشرشیاکلای توسط پروتئاز سوبتیلیسین(به انگلیسی:subtilisin) برش می خورد،دو قطعه پروتئینی بزرگ و کوچک ایجاد می شود که به قطعه پروتئینی بزرگ، قطعه کلنو گفته می شود. قطعه کلنو دارای فعالیت '3 → '5 پلیمرازی و '5 → '3 اگزونوکلئازی(به انگلیسی:proofreading) می باشد اما فعالیت '3 → '5 اگزونوکلئازی ندارد. درحالیکه قطعه پروتئینی کوچک فعالیت  '3 → '5 اگزونوکلئازی داشته و فعالیت های انجام شده توسط قطعه کلنو را ندارد(فعالیت '3 → '5 پلیمرازی و '5 → '3 اگزونوکلئازی).

## کاربردها
- ساخت DNA دو رشته از روی الگوی تک رشته
- هضم کردن پایانه های چسبناک انتهای '3( به انگلیسی: '3 overhangs)
- نشاندار کردن رشته DNA